# Piołunówka

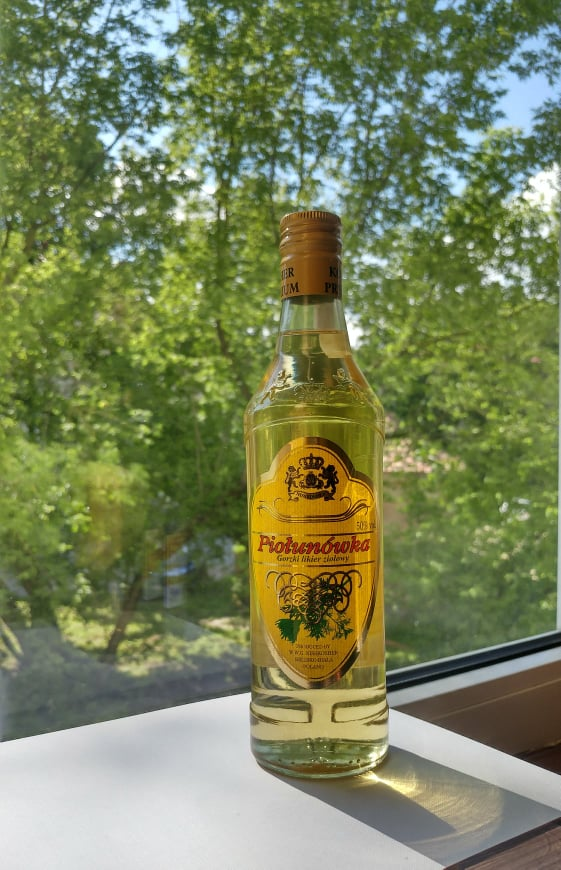
Một chai Piołunówka

Piołunówka là một loại cồn rất đắng (tiếng Ba Lan: "nalewka") do ngâm cây ngải trong rượu. Tên của nó xuất phát từ piołun, có nghĩa là cây ngải trong tiếng Ba Lan. Nó đang trở nên phổ biến do sự hồi sinh hương liệu absinthe gần đây nhưng đã được biết đến trước khi absinthe được hồi sinh. Nó khác với absinthe vì nó được ngâm và hiếm khi được chưng cất (xem công thức dưới đây), trong khi absinthe được chưng cất thêm. Piołunówka không chỉ đơn giản là một phiên bản absinthe nghiệp dư mà có thể được coi là tiền thân của nó. Trong nhiều thế kỷ, thuốc tiên dựa trên cây ngải đã được sử dụng làm chất hỗ trợ tiêu hóa và phòng ngừa bệnh.

## Thujone
Piołunowka có mức thujone cao hơn nhiều so với absinthe vì nó không được chưng cất. Nhiều người sản xuất nó ngày nay để cố gắng cảm nhận "hiệu ứng absinthe" vì mức thujone cao hơn của nó, mặc dù người ta không biết thujone đóng vai trò như thế nào trong các hiệu ứng có mục đích này và thực tế là một chất độc được biết đến .
Ở Ba Lan, Piołunówka được coi là phương thuốc chữa các vấn đề về đường tiêu hóa và được cho là giúp tăng cường sự thèm ăn. Do đó, theo truyền thống, nó được tiêu thụ với số lượng nhỏ.

## Khả dụng
Piołunówka thường khó tìm thấy bên ngoài lãnh thổ Ba Lan. Mặc dù ngải cứu có sẵn tại nhiều cửa hàng thảo mộc, nhưng nó không phải lúc nào cũng đủ chất lượng để làm piołunówka.

## Thành phần
Ngoài ngải cứu tươi thường sử dụng một số thành phần khác như: hạt tiêu, trà đen, nho khô, mật ong, lá phong lữ và hoa Chi Ban. Tất cả các loại thảo mộc được sử dụng nên được hái tươi, không sấy khô (ngoài trà). Rượu được sử dụng là rượu vodka hoặc rượu mạnh. Nó có thể dễ dàng được sản xuất tại nhà, vì người ta thường nói một loại rượu trong đó các loại thảo mộc và các thành phần khác được ngâm trong khoảng thời gian khoảng 2 tuần và sau đó được lọc. Nó không đòi hỏi để lâu.

## Lịch sử
Trợ lại công thức ít nhất từ thế kỷ 16, như Piołunówka được mô tả trong tác phẩm On Herbs and Their Potency (O ziolach y o moczy gich) của Stefan Falimierz  năm 1534 . . Như vậy, theo truyền thống, nó đã được làm ra trong các trang viên cao quý, mặc dù các công thức có thể đã thay đổi trong thành phần và các chế phẩm của họ. Piołunówka phổ biến rộng rãi cuối cùng đã được chưng cất ở Lwów bởi nhà máy chưng cất JA Baczewski cho đến năm 1939. Phiên bản hiện đại xuất hiện cùng nhãn hiệu do Polmos phát hành trong Stargard Gdański, công ty đã ngừng sản xuất vào những năm 1990.